# Michaela Kirchgasser
Michaela Kirchgasser (Schwarzach im Pongau, 18 de marzo de 1985) es una deportista austríaca que compitió en esquí alpino; tres veces campeona mundial.
Ganó siete medallas en el Campeonato Mundial de Esquí Alpino, en los años 2007 y 2017. En la Copa del Mundo consiguió tres victorias y diecisiete podios en total.
Participó en tres Juegos Olímpicos de Invierno, entre los años 2006 y 2014, ocupando el sexto lugar en Turín 2006 y el séptimo en Sochi 2014, en la prueba combinada.
En 2014 recibió la Condecoración de Honor de Oro de la Orden al Mérito de la República de Austria.

## Palmarés internacional
| Campeonato Mundial | Campeonato Mundial                 | Campeonato Mundial | Campeonato Mundial |
| Año                | Lugar                              | Medalla            | Prueba             |
| ------------------ | ---------------------------------- | ------------------ | ------------------ |
| 2007               | Åre (Suecia)                       | Medalla de oro     | Equipo mixto       |
| 2011               | Garmisch-Partenkirchen (Alemania)  | Medalla de plata   | Equipo mixto       |
| 2013               | Schladming (Austria)               | Medalla de oro     | Equipo mixto       |
| 2013               | Schladming (Austria)               | Medalla de plata   | Eslalon            |
| 2015               | Vail/Beaver Creek (Estados Unidos) | Medalla de oro     | Equipo mixto       |
| 2015               | Vail/Beaver Creek (Estados Unidos) | Medalla de bronce  | Combinada          |
| 2017               | Sankt Moritz (Suiza)               | Medalla de bronce  | Combinada          |